# Fatimidski Kalifat
Fatimidski Kalifat bio je islamski ismailijski šijitski kalifat od 10. do 12. stoljeća, koji je pokrivao veliko područje sjeverne Afrike, od Crvenog mora na istoku do Atlantskog oceana na zapadu. Fatimidska obitelj arapskog podrijetla vladala je teritorijima diljem mediteranske obale Afrike i na kraju je Egipat stavila u središte kalifata. Na svom je vrhuncu kalifat osim Egipta uključivao različita područja Magreba, Sudana, Sicilije, Levanta i Hedžasa u Africi i Aziji.
Fatimidski Kalifat predstavljao je kulminaciju muslimanskoga političkog uspjeha. Muslimani su imali lojalne zagovornike u zemljama kojima su vladali fatimidski suparnici, a područja sa značajnim brojem stanovnika i muslimanskom prisutnošću bila su u stanju uspostaviti vlastitu politiku, koja je bila lojalna imamu u Egiptu, neovisno vođenu.
Fatimidi (arapski: الفاطميون, romanizirani: al-Fāṭimīyūn) tvrdili su da potječu od Fatime, kćeri proroka Muhameda. Fatimidska država nastala je među Berberima, koji su živjeli na zapadnoj obali Sjeverne Afrike (u Kabiliji u današnjem Alžiru). Godine 909. Fatimidi su zauzeli Raqqadu, glavni grad Aglabida. Godine 921. Fatimidi su osnovali tuniski grad Mahdiju kao novu prijestolnicu. Godine 948. premjestili su svoj glavni grad u al-Mansuriyyu, blizu Kairouana u Tunisu. Godine 969. osvojili su Egipat, a 973. učinili su Kairo glavnim gradom svog kalifata. Egipat je postao političko, kulturno i vjersko središte njihovog carstva, razvijajući novu i "autohtonu arapsku" kulturu.